# Heinrich Bolleter
Heinrich Bolleter (* 13. Mai 1941 in Zürich) ist ein Schweizer Geistlicher. Er ist Bischof – seit Mai 2006 Alt-Bischof – der Evangelisch-methodistischen Kirche von Mittel- und Südeuropa, die die Länder Albanien, Algerien, Bulgarien, Frankreich, Kroatien, Mazedonien, Montenegro, Österreich, Polen, Schweiz, Serbien, Slowakei, Tschechien, Tunesien und Ungarn umfasst.

## Leben
Heinrich Bolleter wurde am 13. Mai 1941 in Zürich geboren, wo er auch aufwuchs und die schulische Ausbildung bis zur Matura absolvierte. Danach schlug er den Weg in den kirchlichen Dienst ein, der unter anderem durch das persönliche Engagement in der Jugendarbeit der Evangelisch-methodistischen Kirche in Zürich-Oerlikon vorbereitet worden war. Die theologische Ausbildung erfolgte von 1962 bis 1965 am Theologischen Seminar der (damals) Bischöflichen Methodistenkirche in Frankfurt am Main. Besondere Schwerpunkte der individuellen Weiterbildung lagen im Bereich der Individualpsychologie sowie im Bereich redaktioneller Aufgaben.
1966 heiratete er Martha Zellweger (heute Martha Bolleter), mit der er drei Kinder hat.
1969 wurde er zum Ältesten der Evangelisch-methodistischen Kirche ordiniert. Die Dienstzuweisungen als Pfarrer führten ihn nach Baden AG, Zürich-Wipkingen, Thalwil und Zofingen. Während seiner rund zehnjährigen Wirkungszeit in Thalwil gestaltete er ausserdem als Alleinredaktor die Zeitschrift «Kirche + Welt» und vertrat eine offene Kirche, wie sie der Tradition des Methodismus entspricht.
1989 wurde Heinrich Bolleter in Baden als Nachfolger von Franz Werner Schäfer für vorerst vier Jahre, 1993 in Bern-Bümpliz dann auf Lebenszeit zum Bischof der Evangelisch-methodistischen Kirche gewählt. Sein Aufsichtsgebiet umfasste 14 Länder in Europa und Nordafrika. Nachfolger Bolleters wurde im Mai 2006 Patrick Streiff.
Von jeher sah sich Heinrich Bolleter in der Rolle eines Vermittlers zwischen den freikirchlich-evangelikalen Tendenzen und der Ökumene der Grosskirchen. Dies machte er immer wieder durch sein Engagement im Feld der zwischenkirchlichen Beziehungen deutlich. So war er Präsident des Verbandes Evangelischer Freikirchen und Gemeinden in der Schweiz sowie der Arbeitsgemeinschaft christlicher Kirchen in der Schweiz.
2006 wurde Heinrich Bolleter im Auftrag des Bundespräsidenten der Republik Österreich in der Wiener Hofburg das Große Silberne Ehrenzeichen mit dem Stern für Verdienste um die Republik Österreich überreicht.

## Werke
Heinrich Bolleters Publikationen umfassen neben zahlreichen kürzeren und längeren Artikeln sowie Broschüren mit Bischofsbotschaften auch Bücher, wie Schön, dass es dieses Leben gibt. Gedanken für helle und dunkle Tage (ISBN 3-85706-247-9) und Fingerabdrücke. Predigten – Gedanken – Notizen (ISBN 978-3-8391-8853-8).